# Тымск
Тымск (нар. южносельк. Нулма́тэл эд — церковная деревня) — село в России, расположено в Каргасокском районе Томской области.
Население — 285 человек (2015).
Село расположено на правом берегу Оби, в 127 км от районного центра села Каргасок.
Глава Тымского сельского поселения — Важенин Константин Фёдорович.
Несмотря на название, село Тымск находится не на реке Тым, а в нескольких километрах от её устья.
Путешественник Г. Ф. Миллер в 1740 году писал:

Тымский погост, на правом берегу Оби, в 12 верстах от нижнего устья протоки Karga и в 69 верстах от села Каргасокского. Здесь для местных остяков имеется церковь Живоначальной Троицы. Однако кроме жилищ церковных служителей здесь нет ни русских, ни остяцких жилищ.

В селе родился Герой Советского Союза Африкант Ерофеевский. В 1914—1915 годы здесь находился в ссылке бывший депутат риксдага и будущий президент Финляндии Пер Свинхувуд. В 1920-е — 1930-е годы в селе, состоявшем почти из 90 дворов, проживало более 100 ссыльных священно- и церковнослужителей, в том числе архиепископ Корнилий (Соболев) и епископ Иоанн (Троянский).

## Население
| 1920 | 2002 | 2010 | 2012 | 2013 | 2014 | 2015 | 2016 | 2017 |
| ---- | ---- | ---- | ---- | ---- | ---- | ---- | ---- | ---- |
| 219  | ↗350 | ↘286 | ↘278 | ↗283 | →283 | ↗285 | ↘281 | ↗284 |
| 2018 | 2019 | 2020 | 2021 |      |      |      |      |      |
| ↘279 | ↘273 | →273 | ↘246 |      |      |      |      |      |